# Hanc
Hanc is een plaats en voormalige gemeente in het Franse departement Deux-Sèvres in de regio Nouvelle-Aquitaine en telt 241 inwoners (2004). De plaats maakt deel uit van het arrondissement Niort.

## Geschiedenis
Hanc is op 1 januari 2019 gefuseerd met de gemeenten Ardilleux, Bouin en Pioussay tot de gemeente Valdelaume. 

## Geografie
De oppervlakte van Hanc bedraagt 17,4 km², de bevolkingsdichtheid is 13,9 inwoners per km².
De onderstaande kaart toont de ligging van Hanc met de belangrijkste infrastructuur en aangrenzende gemeenten.

## Demografie
Onderstaande figuur toont het verloop van het inwonertal.
Ardilleux · Bouin · Hanc · Pioussay